# Saviano
Saviano község (comune) Olaszország Campania régiójában, Nápoly megyében.

## Fekvése
Nápolytól 25 km-re északkeletre fekszik. Határai: Nola, San Vitaliano, Scisciano, Somma Vesuviana, San Gennaro Vesuviano és San Giuseppe Vesuviano.

## Története
Saviano település valószínűleg már a római időkben létezett, nevének eredetét is a latin praedium sabianumból származtatják. Az első írásos emlékek viszont a 11. századból származnak, ekkor már Saviane név alatt emlegetík. Évszázadokon át Nola fennhatósága alá tartozott és csak a 19. század elején, a Nápolyi Királyság francia fennhatósága alatt nyerte el önállóságát.  

## Népessége
A népesség számának alakulása:

## Főbb látnivalói
- San Giacomo Apostolo-templom (hatalmas harangtornya 1740-ben épült)